# Calcutta (chanteur)
Pour les articles homonymes, voir Calcutta (homonymie).
Calcutta, pseudonyme d'Edoardo D'Erme, né le 19 avril 1989 dans la ville de Latina, est un chanteur italien.
Après le premier album indépendant Forse... et la mixtape "the Sabaudian mixtape", Calcutta signe un contrat avec le label Bomba Dischi, et sort son deuxième album studio Mainstream ainsi qu'Evergreen, qui devient le premier du chanteur à faire ses débuts à la première position du Top FIMI Album. Au cours de sa carrière, Calcutta a également écrit, composé et collaboré avec de nombreux artistes de différents genres musicaux, notamment la musique pop et électropop comme Elisa, Francesca Michielin, le pop rock d'Emma Marrone et Loredana Bertè, le rap et le hip hop, dont Fabri Fibra, Franco126., J-Ax et Fedez.

## Biographie
Actif comme musicien dans divers groupes musicaux locaux depuis 2007, il fonde en 2009 le duo musical Calcutta. À la suite de l'abandon de l'autre membre, Marco Crypta, Calcutta a gardé ce nom, choisi au hasard, et l'a adopté comme nom de scène. En 2012, il sort son premier album intitulé Forse... pour le label Geograph Records., à la suite de quoi il se produit dans divers clubs en Italie. Le 5 août 2013, il sort un EP intitulé The Sabaudian Tape.
Durant cette période, il collabore avec Davide Panizza, leader du groupe Pop,. Calcutta lui-même a déclaré avoir écrit la chanson Oroscopo, son premier succès commercial, à l'occasion de la naissance du fils de l'artiste trentin.

### Mainstream, succès et collaborations (2015-2017)
En 2015, en collaboration avec Marta Venturini et Niccolò Contessa de I Cani, il produit et publie son deuxième ouvrage, Mainstream ; cet opus obtient une renommée nationale grâce au single Cosa mi manchi a fare, premier extrait de l'album, suivis de Gaetano, Frosinone et Oroscopo dont la vidéo atteint un million de vues sur YouTube en un mois. À la suite du bon résultat des ventes, Calcutta se lance dans une tournée nationale pour promouvoir Mainstream. En mai 2016, il sort le single Oroscopo, en collaboration avec le duo Takagi & Ketra (it) et avec qui il se produit le 18 septembre 2016 en tant qu'invité de l'émission Quelli che il calcio et en octobre il remporte l'or pour son premier album (plus tard certifié trois fois disque de platine). Début 2017, Cosa mi manchi a fare, Gaetano et Frosinone ont également été certifiés disques d'or (les deux premiers ont ensuite obtenu des disques de platine)  .
Courant 2017, il écrit les paroles de deux chansons pour J-Ax et Fedez (Milan around et Allergia) publiées sur l'album Comunisti col Rolex sorti le 20 janvier de la même année ; Calcutta collabore au single d'été de Nina Zilli, Mi fai fare tardi, qui anticipe l'album Modern Art, sorti en septembre de la même année ; il participe également à l'album 2640 de Francesca Michielin, dans lequel il collabore à l'écriture de Io non Abito al Mare, Tropicale, La Serie B et Tapioca.

### Evergreen(2018-2021)

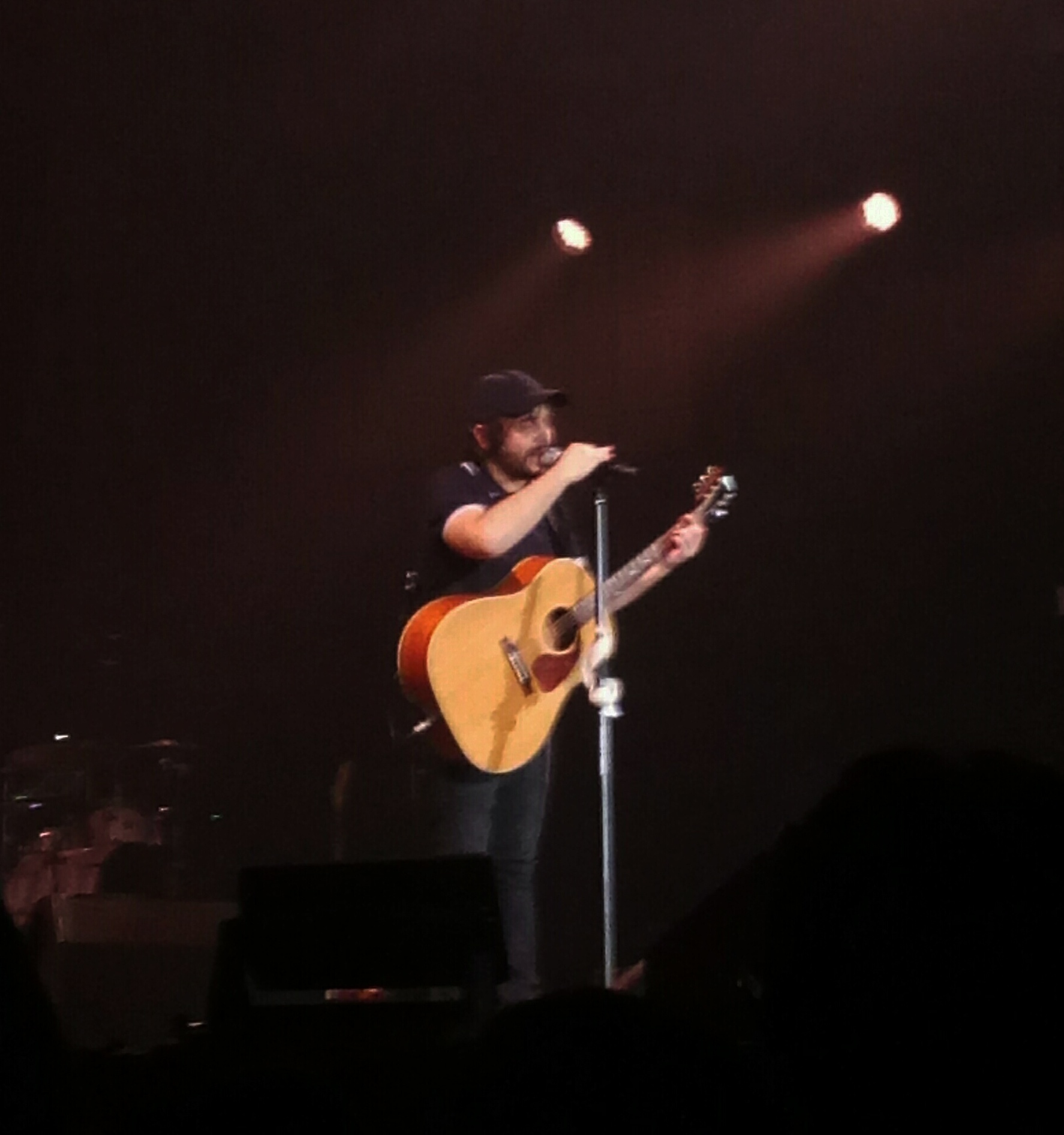
Calcutta en concert au PalaTupparello d'Acireale lors de la tournée promotionnelle de l'album Evergreen, en février 2019.

Le 15 décembre 2017 sort son nouveau single intitulé Orgasmo, précédé d'une campagne de publicité urbaine réalisée avec des méthodes de guérilla marketing, dont la vidéo a été réalisée par le réalisateur de Campanie Francesco Lettieri,. Le même mois, il développe une playlist d'une heure pour le réveillon du Nouvel An 2018 à Bologne, la ville dans laquelle l'artiste vit depuis quelques années, commandée par la municipalité : la forme de la performance et la rémunération reçue, cinq mille euros, font l'objet de discussions et de critiques sur les réseaux sociaux et de la part des opérateurs du secteur du divertissement,,.
Le 2 février 2018, Calcutta sort son single Pesto. Le même mois, il participe en tant que coproducteur au premier EP officiel de MasciaTi, intitulé Svegli semper, en s'occupant de la chanson titre et de Rari,.
Interviewé par Rolling Stone Italia, il annonce l'arrivée imminente de son troisième album, Evergreen. Le 23 avril 2018, dans une publication sur son profil Instagram, il annonce la pochette et la date de sortie de l'album, prévue pour le 25 mai 2018 sur le label Bomba Dischi,. Le 16 mai 2018 sort le troisième single Paracetamol, dont le clip est à nouveau réalisé par Francesco Lettieri, suivi le 14 septembre du quatrième single Kiwi envoyé aux radios italiennes.
En plus de la sortie d'Evergreen, durant l'année 2018 Calcutta collabore avec Dardust et Luca Carboni sur la création de la chanson I don't want, contenue dans l'album Spoutnik de Carboni. De plus, il soutient Tiromancino dans la création d'une nouvelle version de la chanson Strade, contenue dans l'album Finoto qui, publié le 28 septembre. Notons également la chanson Se piovesse il tuo nome, interprétée par Elisa, dans laquelle Calcutta apparaît comme le compositeur. La chanson est ensuite réinterprétée dans une version qui voit Elisa en duo avec l'auteur-compositeur-interprète du Latium.
Le 23 janvier 2019, la chanson La musica Italiana a été publiée, écrite et chantée avec Giorgio Poi, tandis que le 1er mars sort le single La luna e la gatta, une collaboration avec Takagi & Ketra, Tommaso Paradiso et Jovanotti.
Le 31 mai 2019 sort le single Due Punti, suivi le 7 juin suivant de la chanson Sorriso (Milano Dateo), anticipant la sortie de la réédition d'Evergreen, intitulée Evergreen... et autres chansons, qui contient, en plus de l'album original, un deuxième CD contenant les deux singles susmentionnés, quatre chansons tirées de la représentation aux Arènes de Vérone le 6 août 2018 (dont une version live de Saliva interprétée avec Brunori Sas) et les démos des chansons Orgasmo, Briciole et Paracetamol.
En mai 2021, la chanson Gabbiano a été publiée en collaboration avec Davide Panizza et Niccolò Di Gregorio du collectif Pop X, donnant vie au projet FRIUILLI. Le 23 septembre suivant, sort l'album de Tropico Non exist amore a Napoli, contenant une collaboration avec l'auteur-compositeur-interprète latino. Enfin, le 19 novembre sort l'album Noi, lui, gli altri du rappeur Marracash qui contient le single Honorary Degree avec Calcutta.

### Relaxet la tournée (2023-présent)
Le 22 mai 2023, il a annoncé les dates du Relax Tour, confirmant la sortie imminente du nouvel album de chansons inédites, une tournée qui a vendu ses dix dates dans les salles de sport, c'est pourquoi Calcutta a ajouté une date zéro à Mantoue.
Le 11 octobre, il dévoile la pochette du quatrième album de chansons inédites Relax, dont la date de sortie est fixée au 20 du même mois. Parallèlement à la sortie de l'album, le morceau 2minuti a été envoyé aux radios italiennes comme premier single officiel. 2minuti atteint également la troisième position dans le classement des singles FIMI.

## Influences musicales
Calcutta prétend s'être inspirée de divers artistes italiens, citant parmi eux Lucio Battisti, Lucio Dalla et Luca Carboni, mais aussi de la musique du Brésil, notamment celle de Caetano Veloso, abordant le pays américain à travers le mouvement musico-culturel du tropicalisme.

## Filmographie
- Calcutta - Tutti Standing, réalisé par Giorgio Testi (2018) - film du concert à l'Arène de Vérone.

## Apparitions à la télévision
Il a déclaré qu'il travaillait comme auditeur rémunéré dans des programmes télévisés, à l'époque où il vivait à Brooklyn.
Il a joué un rôle de camée dans le septième épisode de la deuxième saison de la série télévisée Tutto può succedere (it), dans lequel il interprète Cosa mi manchi a fare lors de l'inauguration d'un lieu public.

## Discographie
Discographie de Calcutta (it)

### Albums studios
- 2012 – Forse…
- 2015 – Mainstream
- 2018 – Evergreen
- 2023 – Relax

### EP
- 2013 – The Sabaudian Tape (it)

## Tournée
- 2016 – Mainstream Tour
- 2019 – Evergreen è un tour di Calcutta
- 2019 – Calcutta Tour Europeo 2019
- 2023/24 – Calcutta Relax Tour

## Remarques
1. 1 2  « Biografia di Calcutta », sur rockit.it, Rock It
2. 1 2 3  « Calcutta, il disagio di un cantautore venuto da Latina: "Volevo fare un disco mainstream" », La Repubblica,‎ 24 novembre 2015 (lire en ligne)
3. ↑  Gerardo Russo, « Pop X: Un'intervista visiva a Davide Panizza in undici immagini » [archive du 28 août 2018], sur Talassa
4. ↑  Marco Minoggio, « Un missile di nome Pop X », sur the Submarine, 22 marzo 2018
5. ↑  « L'intervista a Calcutta: «Il mio pezzo "Oroscopo" spacca? Bene, a me non piace» », 31 mai 2016
6. ↑  « Calcutta, chi è il cantautore di cui parlano tutti bene », sur Il Fatto Quotidiano, 23 février 2016
7. ↑  « Intervista al cantautore Calcutta: “Canto la saudade portoghese e scriverei una canzone per Albano”. », sur deejay.it, 29 février 2016
8. ↑  Suriani Samantha, « Calcutta, Oroscopo: video ufficiale | Velvet Music Italia »
9. ↑  Federica Mingarelli, « Il lungo pellegrinaggio verso Calcutta: l'uomo che sussurrava ai sold-out », sur rollingstone.it, Rolling Stone, 19 janvier 2016
10. ↑  « Calcutta si esibisce a Quelli che il calcio con il brano 'Oroscopo' - Quelli che il calcio del 18/09/16 », sur Rai
11. ↑  « Calcutta: ascolta i due brani scritti per J-Ax e Fedez in “Comunisti Col Rolex” », sur deerwaves.com, 20 janvier 2017
12. ↑  « "Mi hai fatto fare tardi”, il nuovo singolo di Nina Zilli scritto con Calcutta e Tommaso Paradiso », sur rockit.it
13. ↑  « “2640” il nuovo album di Francesca Michielin in uscita il 12 gennaio », sur Radio web Italia, 8 janvier 2018
14. ↑  « Calcutta è cresciuto: ora è il tempo di "Orgasmo", online il nuovo singolo », sur repubblica.it, 14 décembre 2017
15. ↑  (it) « Manifesti misteriosi tra Milano e Roma: "Raggiungermi è un orgasmo da provare" », La Repubblica,‎ 14 décembre 2017 (lire en ligne, consulté le 5 septembre 2024).
16. ↑  (it) « Bologna, 5mila euro a Calcutta per fare la playlist del Capodanno 2018 (ma lui non ci sarà) », La Repubblica,‎ 28 décembre 2017 (lire en ligne, consulté le 5 septembre 2024).
17. ↑  (it) Valeria Morini, « Calcutta chiede 5mila euro per il Capodanno a Bologna, ma lui non ci sarà », Fanpage.it (it),‎ 29 décembre 2017 (lire en ligne, consulté le 5 septembre 2024).
18. ↑  (it) Pierfranceso Pacoda, « Bologna, playlist di Capodanno, le polemiche dei dj », Il Resto del Carlino,‎ 30 décembre 2017 (lire en ligne, consulté le 5 septembre 2024).
19. ↑  (it) Naccari Di Tommaso, « Se criticate i 5000 euro a Calcutta poi non rompete se suonate gratis », Vice,‎ 28 décembre 2017 (lire en ligne, consulté le 5 septembre 2024).
20. ↑  (it) « Calcutta, 'Pesto' è il nuovo singolo - ASCOLTA », Rock Online Italia,‎ 2 février 2018 (lire en ligne, consulté le 5 septembre 2024).
21. ↑  (it + en) « MasciaTi – Svegli Sempre », sur Discogs
22. ↑  « MasciaTi – Svegli Sempre », sur Indie Sunset in Rome, 19 mars 2018
23. ↑  (it) Piccinini Di Alberto, « …e Calcutta in Serie A », Rolling Stone,‎ 5 mai 2018 (lire en ligne, consulté le 5 septembre 2024).
24. ↑  (it) « Calcutta e le pecore: la copertina del nuovo album 'Evergreen', che esce il 25 maggio - GUARDA », Rock Online Italia,‎ 23 avril 2018 (lire en ligne, consulté le 5 septembre 2024).
25. ↑  calcutta_foto_di, « C A L C U T T A su Instagram: "Annuncio: 25/05/2018 (È il disco)" », sur Instagram, 25 mai 2018
26. ↑  Claudio Biazzetti, « Francesco Lettieri racconta i personaggi nei video di Calcutta », sur Rolling Stone Italia, Luciano Bernardini De Pace Editore S.r.l., 16 maggio 2018
27. ↑  Stefano Predolin, « Calcutta - Kiwi (Radio Date: 14-09-2018) », sur EarOne, 13 septembre 2018
28. ↑  Redazione, « Video: TIROMANCINO “Noi casomai” », sur Newsic.it, Dj’s Gang S.r.l., 4 septembre 2018
29. ↑  Bianca Chiriatti, « Elisa canta Calcutta, tornano Maneskin e Tiromancino. La Puglia suona con i Kalascima », sur La Gazzetta del Mezzogiorno, 28 settembre 2018
30. ↑  Miriam Viscusi, « Elisa e Calcutta insieme per "Se piovesse il tuo nome" » [archive du 14 décembre 2018], sur Talassa Magazine, 13 décembre 2018
31. ↑  « Takagi & Ketra, il nuovo singolo è "La luna e la gatta" », Sky TG24, 27 février 2019
32. ↑  « Calcutta e Pop X hanno pubblicato un nuovo singolo, ‘Gabbiano’ », 1er juin 2021
33. ↑  Alberto Graziola, « Non esiste amore a Napoli, Tropico: tracklist del nuovo album (e ci sono Calcutta ed Elisa…) », sur Soundblog, 28 juin 2021
34. ↑  « Calcutta annuncia il suo Relax Tour nei palazzetti », Billboard Italia, 22 mai 2023
35. ↑  « Dopo i sold out di Milano e Roma, Calcutta sceglie Mantova per inaugurare il nuovo tour: da oggi i biglietti », Il Giorno, 30 juin 2023
36. ↑  « Il nuovo album di Calcutta “Relax” uscirà questo mese », sur Billboard Italia, 11 octobre 2023
37. ↑  Eleonora Romanó, « Calcutta - 2minuti (Radio Date: 20-10-2023) », sur EarOne
38. ↑  (it) Piccinini Di Alberto, « Calcutta: «All’inizio suonavo per ubriacarmi gratis» », Rolling Stone,‎ 19 avril 2018 (lire en ligne, consulté le 5 septembre 2024).
39. ↑  (it) « Calcutta in “Tutto può succedere”: la fiction di Rai 1 », Radio Bue,‎ 26 mai 2017 (lire en ligne, consulté le 5 septembre 2024).